# План «Перелом челюсти»

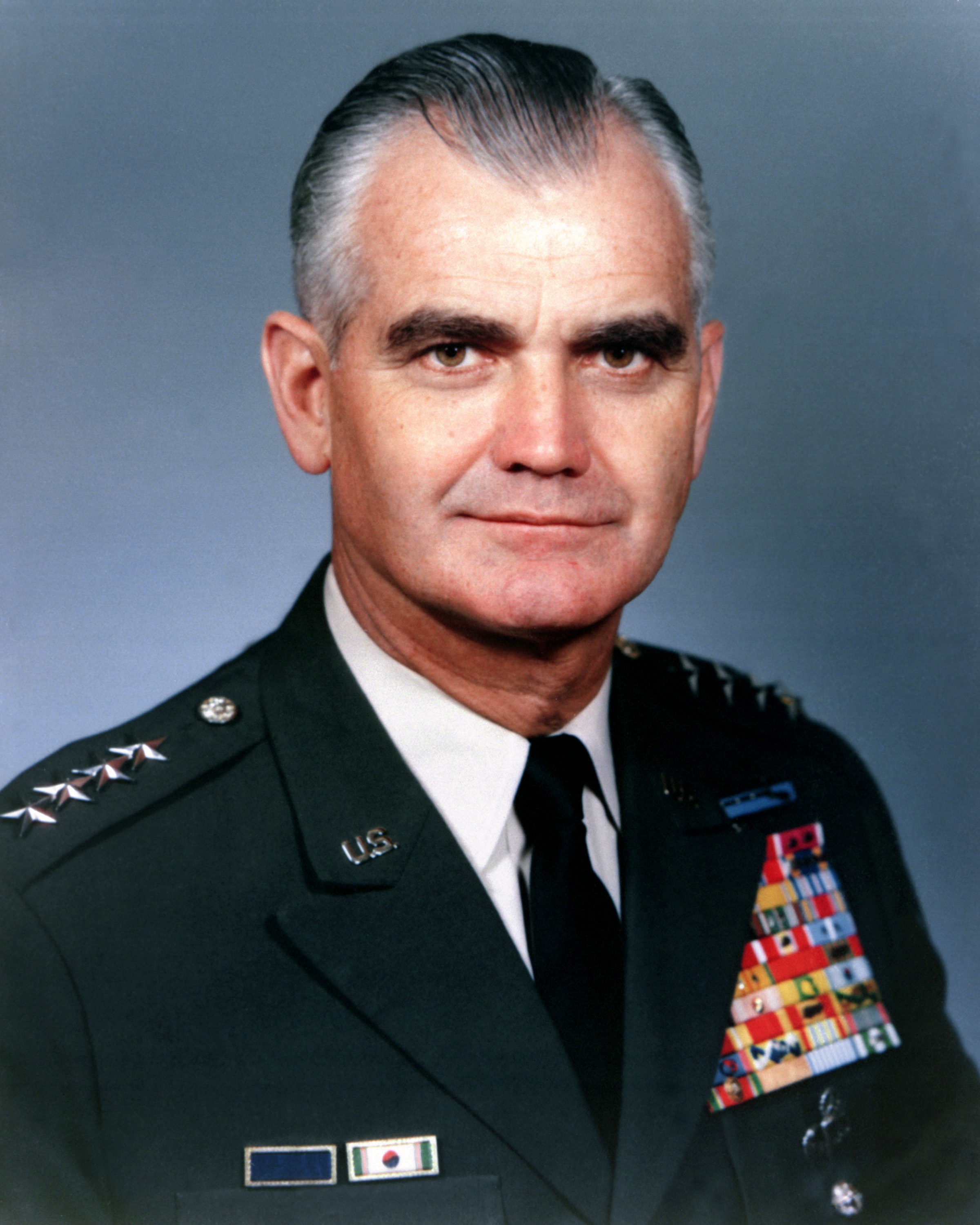
Уильям Уэстморленд

План «Перелом челюсти» (англ. Fracture Jaw) — засекреченный военный план США, в соответствии с которым допускалось применение американцами тактического ядерного оружия во время Вьетнамской войны. План был разработан главнокомандующим американскими войсками во Вьетнаме генералом Уильямом Уэстморлендом. Предполагалось, что оружие могло быть применено во время битвы за Кхешань, однако президент США Линдон Джонсон воспрепятствовал реализации данного плана.

## Разработка плана
Согласно Стивену Рирдону, в январе 1968 года Уэстморленд оповестил Объединённый комитет начальников штабов о том, что занимается разработкой плана под кодовым названием «Перелом челюсти», в соответствии с которым американцами допускалось применение химического или ядерного оружия. Поводом для подобных разработок стала осада Кхешани северовьетнамскими войсками, в ходе которой американцы оказались на грани поражения и разгрома. Тогда в городе держали оборону два полка Корпуса морской пехоты США и небольшой отряд войск Южного Вьетнама: президент США Линдон Джонсон потребовал от своих командующих не допустить поражения, иначе это поставило бы под вопрос всю дальнейшую политическую карьеру Джонсона.
Выражая публично уверенность в победе над северовьетнамскими войсками, главнокомандующий американской армией во Вьетнаме Уильям Уэстморленд договорился о тайной встрече на Окинаве с группой лиц, чтобы обсудить вопрос доставки ядерного оружия в Южный Вьетнам и его применения против северовьетнамцев. Предполагалось, что подобный шаг мог бы гипотетически помочь американцам прорвать осаду Кхешани. По мнению Майкла Бешлосса, генерал Уэстморленд всяческими силами пытался заставить Джонсона сделать всё необходимое для использования ядерного оружия.
Уэстморленд заручился согласием от Тихоокеанского командования США. Серьёзность его намерений подтвердилась сообщением от 3 февраля 1968 года, направленным председателю Объединённого комитета начальников штабов Эрлу Уиллеру. Документ был рассекречен только в 2014 году и содержал следующие заявления:

Если ситуация в демилитаризованной зоне претерпит критические изменения, нам придётся подготовиться к применению оружия большей эффективности против массированных сил противника […] В таких условиях я считаю, что возможно использовать либо тактическое ядерное оружие, либо химические агенты.
Оригинальный текст (англ.)Should the situation in the DMZ area change dramatically, we should be prepared to introduce weapons of greater effectiveness against massed forces [...] Under such circumstances, I visualize that either tactical nuclear weapons or chemical agents would be active candidates for employment.

Через 4 дня адмирал Улисс Грант Шарп сообщил, что его оповестили о наличии «резервного плана» применения тактического ядерного оружия в районе Кхешани, а черновик плана был согласован неделю тому назад на Окинаве соответствующими командующими. В целом Шарп назвал план приемлемым и запросил полный вариант плана, чтобы можно было откорректировать соответствующие вспомогательные планы. 10 февраля 1968 года Уэстморленд направил Шарпу письмо о том, что план был одобрен и что именно Уэстморленд является автором плана.
Из личного состава гарнизона Кхешани никто не знал ничего о подобных планах.

## Отказ
О содержимом этого плана в тот же день (10 февраля) президенту США доложил советник по вопросам национальной безопасности Уолт Ростоу в специальном секретном меморандуме, заявив, что оружие может быть доставлено в Южный Вьетнам только с согласия президента. Однако возмущённый Джонсон потребовал немедленно прекратить разработку плана. Один из его помощников, однофамилец Том Джонсон, работавший стенографистом, предполагал, что президент мог лично довести своё требование не только до Ростоу, но и лично до Уэстморленда. Основной причиной отказа были опасения открытого вступления КНР в войну, как это случилось в 1950 году во время Корейской войны.
12 февраля адмирал Шарп распорядился прекратить любые подготовки к реализации плана «Перелом челюсти» и засекретить все материалы, связанные с данным планом (вплоть до личных переписок). Когда угроза падения Кхешани миновала, надобность в применении оружия отпала с военной точки зрения. После того, как сенатор Юджин Маккарти публично заявил о намерениях американцев использовать ядерное оружие во Вьетнаме, дальнейшие разработки в этом направлении были прекращены окончательно. Джонсону грозили импичментом по поводу обсуждения подобных шагов, однако до импичмента дело так и не дошло, а вскоре президент объявил, что не будет баллотироваться на второй срок. В дальнейшем, однако, Джонсону выражали признательность за то, что он принял правильное решение по поводу плана «Сломанная челюсть».

## В массовой культуре
Операция «Перелом челюсти» упоминается в компьютерной игре Call of Duty: Black Ops Cold War.